# Purani
Purani is een Roemeense gemeente in het district Teleorman.
Purani telt 1716 inwoners.